# Bushra al-Ásad
Bushra al-Ásad (24 de octubre de 1960) es una farmacéutica siria.
Hija de Anisa Makhlouf y Háfez al-Ásad, quien fue presidente de Siria de 1971 a 2000. Es la hermana del expresidente de Siria Bashar al-Ásad. Está casada con Assef Shawkat, jefe de Estado Mayor de las Fuerzas Armadas de Siria y exjefe de los militares sirios.
Bushra tuvo una relación muy cercana con su padre, Háfez al-Ásad. Se ha comentado que ella convenció a su padre para el encarcelamiento de su tío Rifaat al-Ásad, después del intento frustrado de golpe de Estado llevado a cabo en 1984.
Bushra se licenció en farmacia en 1982 en la Universidad de Damasco. Allí entabló amistad con Bouthaina Shaaban que en la actualidad es miembro del gabinete sirio de gobierno. Distintas fuentes indican que fue la misma Shaaban quien presentó a Bushra a Shawkat, un oficial de la armada 10 años mayor que ella con fama de mujeriego. A pesar de la oposición de la familia, Bushra se casó con Shawkat a principios de 1995.
Desde la muerte de su hermano Basel al-Ásad en 1994, Bushra ha ido adquiriendo mayor influencia. Se ha indicado que juega un papel de importancia en el desarrollo de la industria farmacéutica siria. Bushra también ha trabajado para que su marido adquiera mayor reconocimiento y distinción. A finales de los años 1990 Shawkat fue asumiendo puestos destacados en el aparado militar y de inteligencia en Siria.
Se ha comentado que existe tensión entre Bushra y su cuñada la primera dama de Siria Asma al-Ásad. Desde el matrimonio de Asma con el presidente sirio en 2000, Asma ha desafiado las convenciones sociales con sus frecuentes apariciones públicas y en los medios de comunicación. Se ha comentado que Bushra desaprueba el papel público que está tomando Asma.